# Galerie Colibri

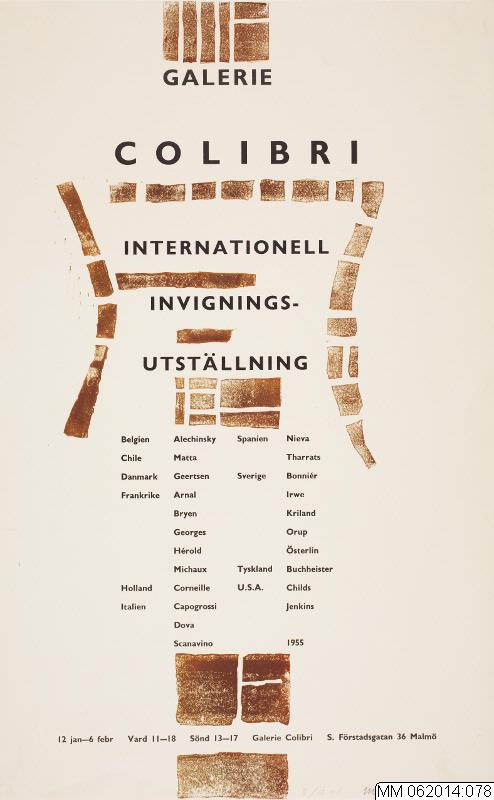
Den första utställningsaffischen.

Galerie Colibri var ett av Malmös första konstgallerier. Det öppnades 1 januari 1955 av C.O. Hultén, med adress Södra Förstadsgatan 36. 
Colibri var ett konstnärsdrivet galleri, med en internationell inriktning. Redan på första utställningen 12 januari–6 februari 1955 var ett 20-tal konstnärer från tio länder representerade.
Bland de svenska konstnärer som ställt ut på Colibri kan nämnas Anders Österlin, Arvid Widerberg, Bengt Orup, 
Lennart Jönsson, Kjell Remy, Olle Bonniér, Uno Svensson och Eric Lennarth.
Av utländska konstnärer kan nämnas Guillaume Cornelis, Giuseppe Capogrossi, Henri Michaux och Roberto Matta.
C.O. Hultén gav också ut konsttidningen Salamander. I redaktionen satt, förutom Hultén, Ingemar Leckius, Ilmar Laaban och Göran Printz-Påhlson. 
Galerie Colibris tid blev kort, och 1957 stängdes det. Först 1975, när Malmö konsthall öppnade med en mycket stor utställning av Edvard Munch, sattes Malmö på den europeiska konstkartan.